# Satymkul Dschumanasarow
Satymkul Dschumanasarow (russisch Сатымкул Джуманазаров, engl. Transkription Satymkul Dzhumanazarov;) (* 17. September 1951; † 2. April 2007) war ein kirgisischer Marathonläufer, der für die Sowjetunion startete.
Beim Marathon der Leichtathletik-Europameisterschaften 1978 in Prag belegte er den elften Platz.
Zwei Jahre später qualifizierte er sich mit einem zweiten Platz bei der sowjetischen Meisterschaft für die Olympischen Spiele 1980 und stellte dabei den immer noch aktuellen kirgisischen Landesrekord von 2:11:16 auf. Bei den Spielen selbst, die auf demselben Kurs ausgetragen wurden und durch den Boykott vieler westlicher Verbände beeinträchtigt waren, errang er in 2:11:35 die Bronzemedaille hinter Waldemar Cierpinski (GDR) und Gerard Nijboer (NED).
Bei der Erstauflage des Tokyo International Men’s Marathon 1981 wurde er Fünfter.